# Volodymyr Volodymyrovych Borodianskyi
Volodymyr Volodymyrovych Borodianskyi (tiếng Ukraina: Володимир Володимирович Бородянський; sinh ngày 15 tháng 1 năm 1974) là một nhà quản lý truyền hình, nhân vật của công chúng, doanh nhân và chính khách Ukraina. Ông từng giữ chức Bộ trưởng Bộ Văn hóa, Thanh thiếu niên và Thể thao Ukraina từ năm 2019 đến năm 2020, chủ tịch Hội đồng quản trị STB từ năm 2004 đến năm 2018, giám đốc StarLightMedia từ năm 2012 đến năm 2018. Ông hiện là Chủ tịch Hội đồng Phát triển khu phức hợp Văn hóa, Nghệ thuật và Bảo tàng Quốc gia "Mystetsky Arsenal".

## Tiểu sử
Volodymyr Volodymyrovych Borodianskyi sinh ngày 15 tháng 1 năm 1974 tại thị trấn Novyi Rozdil, vùng Lviv. Cha ông, Volodymyr Efimovych Borodianskyi, từng là Phó Tổng Giám đốc Hiệp hội Sản xuất "Sera" Novorozdilsk.
Borodianskyi tốt nghiệp trường trung học số 2 Novorozdolsk.

### Giáo dục
Năm 1991, sau khi tốt nghiệp ra trường, ông theo học tại khoa Kinh tế của Viện Nông nghiệp Lviv ở Dublyany, vùng Lviv. Sau này, ông chuyển trường và theo học tại khoa Tài chính và Kinh tế, Đại học Kinh tế Quốc gia Kyiv. Ông tốt nghiệp năm 1997 với bằng Tài chính và Tín dụng.

### Sự nghiệp quản lý truyền thông
Năm 2004, ông được bầu làm chủ tịch hội đồng quản trị của STB.
Từ đầu năm 2012 đến cuối năm 2018, ông là giám đốc tập đoàn truyền thông StarlightMedia.
Ngày 29 tháng 7 năm 2019, Tổng thống Zelensky bổ nhiệm ông làm Cố vấn Nhân đạo Quốc tế.
Năm 2021, Borodianskyi trở thành thành viên Hội đồng quản trị của Media Group Ukraine.

## Chủ tịch hội đồng quản trị STB
Dưới sự lãnh đạo của Borodianskyi, STB đã củng cố vị thế của mình trong lĩnh vực truyền hình bằng cách chuyển trọng tâm từ một kênh thông tin sang tập trung vào nội dung giải trí.
Năm 2006, chương trình tin tức Vikna Novyny đã nhận được giải thưởng "Lông vũ vàng". Chương trình "Favorite Teleport" nối tiếp được trao giải thưởng này vào năm 2007. Năm 2008, danh hiệu này ban đầu được trao cho chương trình "Za Viknamy", và rồi lại được trao cho chương trình "Ukrayina maye talant".
Trong các năm 2007, 2009, 2010 và 2011, Vikna Novyny liên tiếp được trao giải thưởng Teletriumph, dành cho chương trình tin tức hay nhất trên truyền hình Ukraina.
Năm 2008, STB trở thành kênh truyền hình hàng đầu của Ukraina với lượng khán giả hấp dẫn về mặt thương mại, thuộc độ tuổi từ 14 đến 49, theo GFK.
Trong giai đoạn làm việc tại STB, ông đã đưa các chương trình giải trí và xã hội trở nên phổ biến tại Ukraina. Một vài chương trình nổi bật có thể kể đến như "Everybody Dance!", "Ukrayina maye talant", "X-Factor", "Weighted and Happy" (chuyển thể từ "The Biggest Loser"), "I am Shy of My Body" (chuyển thể từ "Embarrassing Bodies"), "MasterChef Ukraina", vv...
Theo sáng kiến của Borodianskyi, STB đã chịu mọi chi phí trong việc tổ chức, tiến hành và phát sóng trực tiếp cuộc tuyển chọn gương mặt đại diện quốc gia cho cuộc thi Eurovision.

## Quản lý tập đoàn truyền thông StarlightMedia
Từ năm 2012 đến năm 2018, Borodianskyi giữ chức vụ giám đốc tập đoàn truyền thông StarlightMedia. Dưới thời của ông, công ty nắm quyền quản lý nhiều kênh truyền hình phạm vi quốc gia như ICTV, STB, cũng như các kênh truyền hình mới như Oce TV, M1, và M2.
Năm 2013, Borodianskyi đề xuất sáng kiến "Pure Sky", với mục tiêu phân phối hợp pháp nội dung video do tập đoàn của ông sản xuất qua một thiết bị phát đặc biệt.
Kể từ năm 2014, StarlightMedia, dưới sự lãnh đạo của Borodianskyi, đã tập trụng sản xuất ra nhiều chương trình dài tập hơn. Với hơn 50 dự án thành công, có thể kể đến như Lesya + Roma's, Cossacks: Absolutely False History, Variaty, Khto zverkhu, và Revizor, nội dung của công ty đã tiếp cận được tới 98% dân số Ukraina thông qua hình thức phát sóng truyền thống và các nền tảng chuyên biệt.
Năm 2015, Starlight Entertainment, một công ty con của tập đoàn được thành lập, với mục tiêu tập trung vào các chương trình sân khấu, hòa nhạc, lễ hội và các sự kiện giải trí khác.
Năm 2016, StarlightMedia đạt tỷ lệ người xem kỷ lục 30%, cao nhất trong ba năm gần nhất. Các chương trình do tập đoàn sản xuất dẫn đầu các kênh truyền hình có thể kể đến như "X-Factor-7", "Masterchef-6", và "Weighted and Happy-6" trên kênh STB, dự án Diesel-Show trên kênh ICTV, và "Supermodel in Ukrainian", "Khto zverkhu", và "Revizor" trên kênh Novyi Kanal.
Năm 2018, Volodymyr Borodianskyi đã giới thiệu dự án "Transformation" nhằm tối ưu hóa các quy trình quản lý trong tập đoàn. Mục tiêu của dự án là nhằm tăng cường quản lý trong nội bộ và đạt được lợi nhuận cho tập đoàn trong vòng năm năm tới.

### #KinoKrayina
Năm 2015, Borodianskyi đi đầu trong việc củng cố mối quan hệ giữa các tổ chức truyền hình và điện ảnh lớn nhất của Ukraina theo nhóm sáng kiến #Kinokraїna, nhằm tạo ra một lĩnh vực sinh lợi nhuận và có tính cạnh tranh. Ông đã góp phần vận động thành công việc thông qua luật "Về hỗ trợ của nhà nước đối với nền điện ảnh", có hiệu lực vào năm 2017.

## Bộ trưởng Bộ Văn hóa, Thanh thiếu niên và Thể thao Ukraina
Volodymyr Volodymyrovych Borodianskyi nhậm chức Bộ trưởng Bộ Văn hóa, Thanh thiếu niên và Thể thao vào ngày 2 tháng 9 năm 2019.
Khi nhậm chức, Borodianskyi nhấn mạnh tầm quan trọng của việc sản xuất các chương trình dài tập bằng tiếng Ukraine, công bố thành lập Quỹ Phát triển không gian Thông tin, đề xuất một chương trình đi lại cho học sinh được lấy nguồn tài trợ từ ngân sách nhà nước để cho phép sinh viên đi lại trong Ukraina, cũng như ủng hộ việc thành lập một thư viện điện tử.
Trong nhiệm kỳ bộ trưởng, ông đã xúc tiến triển khai các khóa học trực tuyến bằng tiếng Ukraina và tiếng Tatar Krym dành cho người Tatar Krym ở mọi độ tuổi. Ngoài ra, một chương trình nhằm hỗ trợ cho các dự án và sáng kiến của người Tatar Krym cũng đã được triển khai trong khuôn khổ Quỹ Văn hóa Ukraina.